# New Jersey Shorecats
I New Jersey Shorecats sono stati una franchigia di pallacanestro della USBL, con sede a Asbury Park, nel New Jersey, attivi dal 1998 al 2000.
Raggiunsero i play-off in tutte e tre le stagioni disputate, perdendo al secondo turno nel 1998, nei quarti di finale nel 1999 e in semifinale nel 2000. Si sciolsero alla fine del campionato 2000.

## Stagioni
| Stagione | Lega | Denominazione        | V  | P  | %    | Piazzamento | Play-off         |
| -------- | ---- | -------------------- | -- | -- | ---- | ----------- | ---------------- |
| 1998     | USBL | New Jersey Shorecats | 14 | 12 | 53,8 | 3º          | Secondo turno    |
| 1999     | USBL | New Jersey Shorecats | 19 | 9  | 67,9 | 2º          | Quarti di finale |
| 2000     | USBL | New Jersey Shorecats | 19 | 11 | 63,3 | 2º          | Semifinale       |